# Піч «Ракета»

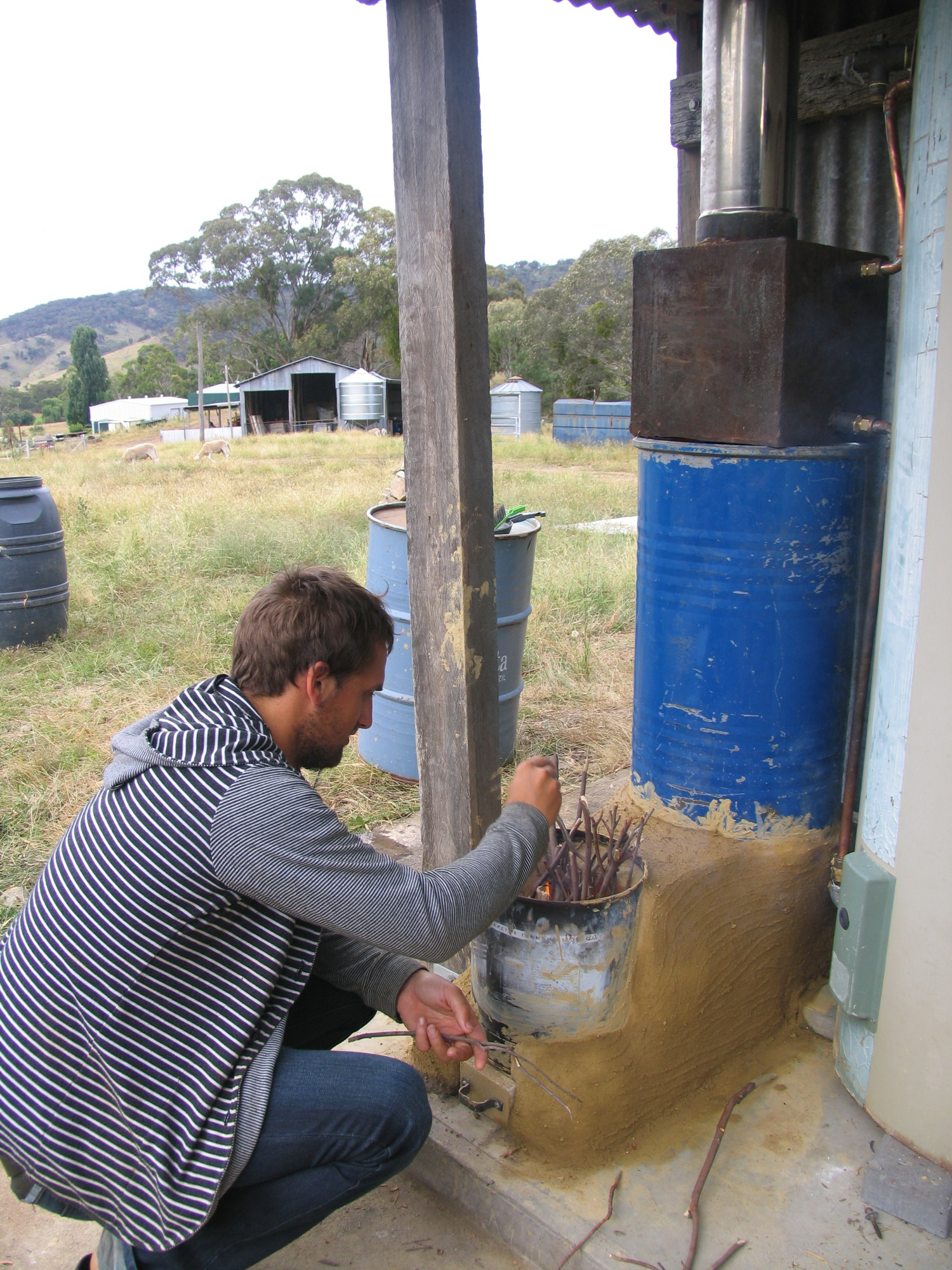
Піч «Ракета», прилаштована для нагріву води

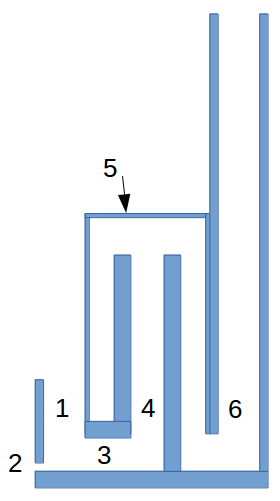
Капітальна піч в перетині: 1 — ємність для закладання палива, 2 — піддувало, 3 — камера згоряння, 4 — камера допалювання, 5 — теплообмінник, 6 — витяжна труба

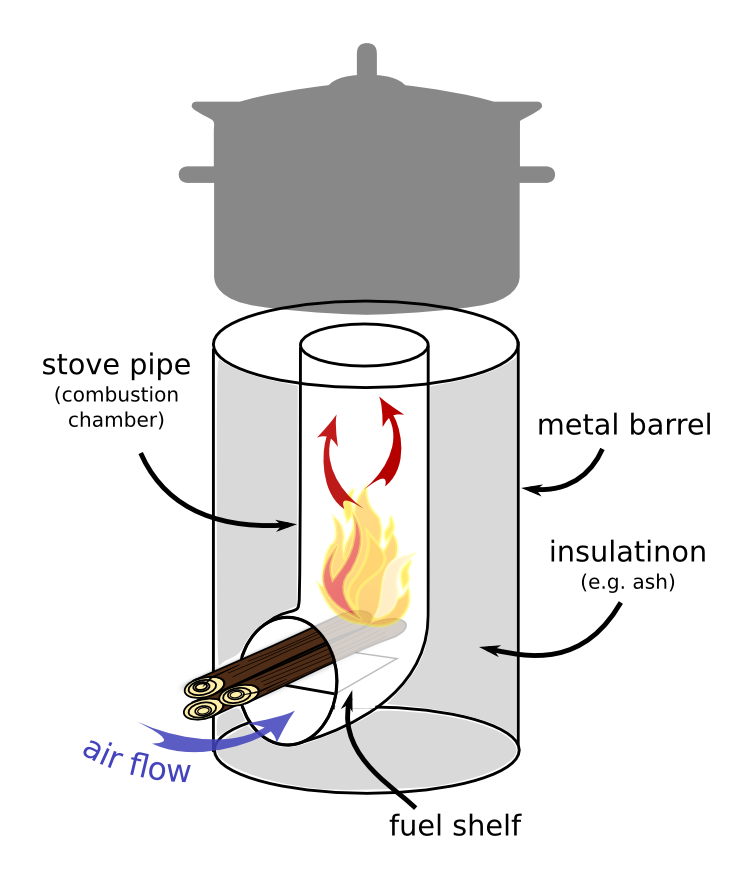
Мобільна піч

Піч «Ракета» — інноваційна конструкція ефективної печі на дровах. Ефективність печі досягається конструктивними рішеннями, що дозволяють отримати високотемпературне горіння, яке забезпечує майже повне згоряння палива та горючих газів, що утворюються при піролізі. Вперше описана в 1982 році доктором Ларі Вінарським з компанії Aprovecho.
Використовується для обігріву житла, в спрощеному вигляді — в туризмі.

## Конструкція

### Капітальна конструкція
Капітальна піч «Ракета» призначена для обігріву і може використовуватись лише в приміщеннях з встановленими приладами виявлення чадного газу.
Конструкція (на рисунку) включає ємність для завантаження палива (1), піддувало (2), камеру згоряння (3), камеру допалювання (4), теплообмінник (5) димар (6). Дрова закладаються в ємність (1) зверху і просуваються донизу при вигоранні. Повітря в піч надходить через відкритий зверху отвір для закладання палива та через піддувало (2), яке також дозволяє вибирати попіл. Горіння відбувається в камері згоряння (3), а в термоізольованій камері (4) відбувається високотемпературне допалювання. Обігрів приміщення забезпечується через теплообмінник (5), витяжна труба (6) забезпечує необхідну тягу.
Верхня поверхня теплообмінника може використовуватись для розігріву їжі.

### Мобільна конструкція
Мобільна піч «Ракета» призначена для приготування їжі.
Конструкція (на рисунку) включає горизонтальну, похилу або вертикальну ємність для закладання палива та термоізольовану камеру допалювання, яка одночасно є витяжною трубою. Приготування їжі відбувається безпосередньо над витяжною трубою.

## Особливості конструкції
Висока ефективність печі досягається не лише за рахунок повного згоряння палива, але й конструктивними особливостями, що забезпечують високу тягу (звідки, можливо, і походить назва): гарячий газ в камері (4) піднімається догори, в камері теплообмінника (5) він охолоджується і спускається донизу, де надходить у витяжну трубу (6), в якій знову рухається догори. Таким чином на всьому шляху продуктів згоряння вони рухаються відповідно до природних напрямків конвекції нагрітих газів. Ці особливості вимагають ретельного розрахунку або вибору перетинів кожного з елементів печі.
Через високу температуру в камері допалювання її бажано виконати з шамотної цегли або інших стійких до високих температур теплоізолюючих матеріалів.